# Radio Oriental
Radio Oriental es una de las emisoras radiales uruguayas más antiguas del país. En la actualidad es una radio dedicada a la religión católica, como también a la actualidad nacional,  deportiva y de entretenimiento.

## Historia

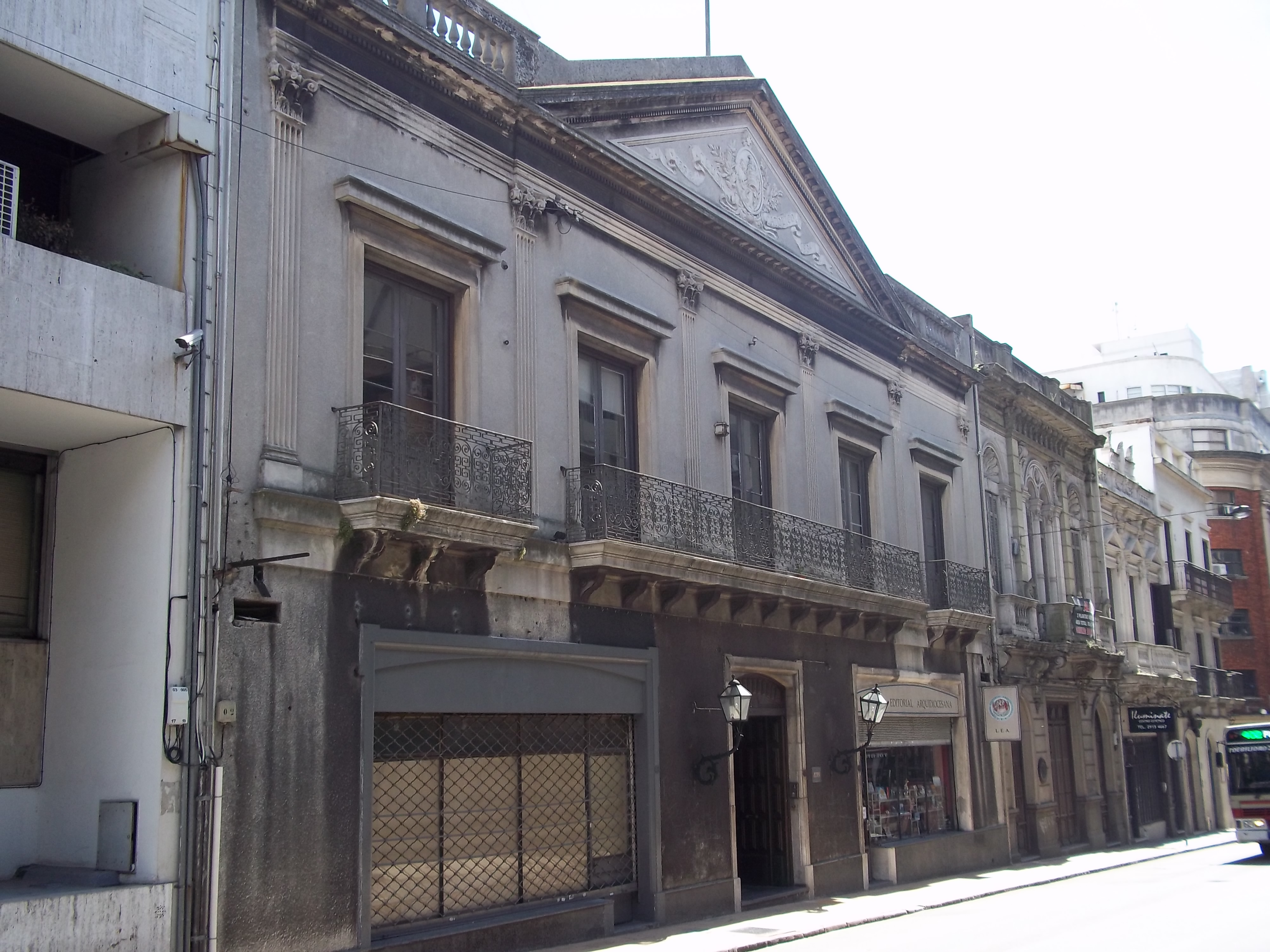
Edificio del Club Católico, propiedad del Departamento de Comunicación del Arzobispado y sede de Radio Oriental.

Radio Oriental comenzó a emitir el 12 de noviembre de 1928 bajo el nombre de Radio Westinghouse, ya que fue la empresa Westinghouse quién proporcionó los equipos para el inicio de sus emisiones, años más tarde bajo la dirección de Luis Artola cambia su denominación a la actual Radio Oriental.  
En 1969 la emisora es adquirida por la empresaria Elvira Salvo, pasando a ser operada por el Grupo Monte Carlo. Ese mismo año los estudios comienzan a ocupar el mismo edificio que Radio Monte Carlo, en la Avenida 18 de julio 1224. Durante esos años, las emisoras no sólo compartieron su sede, si no sus ediciones informativas transmitidas en simultáneo. Se lo llamó el Diario Oral de Monte Carlo y Oriental. 
En diciembre de 2003 es vendida y adquirida por la Arquidiócesis de Montevideo gracias a fondos recibidos del exterior.
Desde 2006 emite "Sempre en Galicia", el programa de radio en lengua gallega más longevo en emisión.

### Estudios
Sus estudios están ubicados en la calle Cerrito 475, en la Ciudad Vieja de Montevideo y su planta emisora se encuentra en la Avenida César Mayo Gutiérrez en la localidad de Abayubá próximo al límite del departamento de Montevideo con el departamento de Canelones.
La emisora transmite en amplitud modulada por la frecuencia de 770 kHz, en canal libre internacional y su transmisor tiene una potencia de 100 kW, siendo la emisora privada de mayor potencia del Uruguay.

## Programación
Su programación consta de programas periodísticos, musicales, deportivos, de interés general, agropecuarios y religiosos.
Es conocida por retransmitir las ediciones de la competencia de ciclismo en ruta Rutas de América, acompañada del histórico jingle.

Metro a metro, milla a milla. Rutas de América en Oriental.